# Zbrodnia w Tomaszowcach
Zbrodnia w Tomaszowcach – zbrodnia dokonana przez ukraińskich nacjonalistów 9 kwietnia 1944 roku na 43 polskich mieszkańcach wsi Tomaszowce, położonej w byłym powiecie kałuskim województwa stanisławowskiego, podczas niemieckiej okupacji tych terenów.

## Opis zbrodni
Tomaszowce były wsią po połowie zamieszkaną przez Polaków i Ukraińców. Według wspomnień zebranych przez Stowarzyszenie Upamiętniania Ofiar Zbrodni Ukraińskich Nacjonalistów od 1943 zaczęły narastać ataki nacjonalistów ukraińskich na tutejszych Polaków. Wiosną 1943 spalono kilka polskich domów i zamordowano kilka osób. Wkrótce potem powtórzył się podobny napad. Podobne ataki zdarzały się w sąsiednich wsiach. Okoliczności te zmusiły Polaków z Tomaszowiec do nocowania w różnych kryjówkach i schronach, a także u przychylnych im Ukraińców.
9 kwietnia 1944 (Wielkanoc) o godzinie 21. na  polską część Tomaszowiec napadła sotnia UPA „Hajdamaki” wraz z lokalną bojówką OUN-B. Był to element szerzej zakrojonej akcji; w tym samym czasie zaatakowano m.in. wsie Dołha Wojniłowska, Pniaki  i Sokołów. Napastnicy palili polskie domy i zabijali napotkanych Polaków.  Nad niektórymi ofiarami pastwiono się – członkom rodziny Krasuckich poobcinano kończyny, piersi i genitalia. Część ofiar spłonęła żywcem. Spalono 300 gospodarstw, według raportu Okręgowej Delegatury Rządu zabito 43 osoby.
Według wspomnień świadków, już po tym ataku na konwój Polaków ewakuujących się z Tomaszowiec, Dąbrowy i Niegowców do Kałusza, ochraniany przez żołnierzy węgierskich i niemieckich, napadł oddział ukraińskich nacjonalistów. Pomimo obrony, napastnikom udało się zabić kilku-kilkunastu Polaków, zniszczyć kilka wozów i zabrać przewożone mienie. Także w Kałuszu uchodźcy nie byli bezpieczni – podczas ataku UPA na przedmieścia zginęło 18 osób, w tym dwie osoby z Tomaszowiec.
Sz. Siekierka, H. Komański i E. Różański podają nazwiska 95 mieszkańców Tomaszowiec, którzy stracili życie z rąk ukraińskich nacjonalistów. Fakt zbrodni w Tomaszowcach potwierdza śledztwo IPN (sygn. akt S 10/01/Zi).